# Sceletium tortuosum

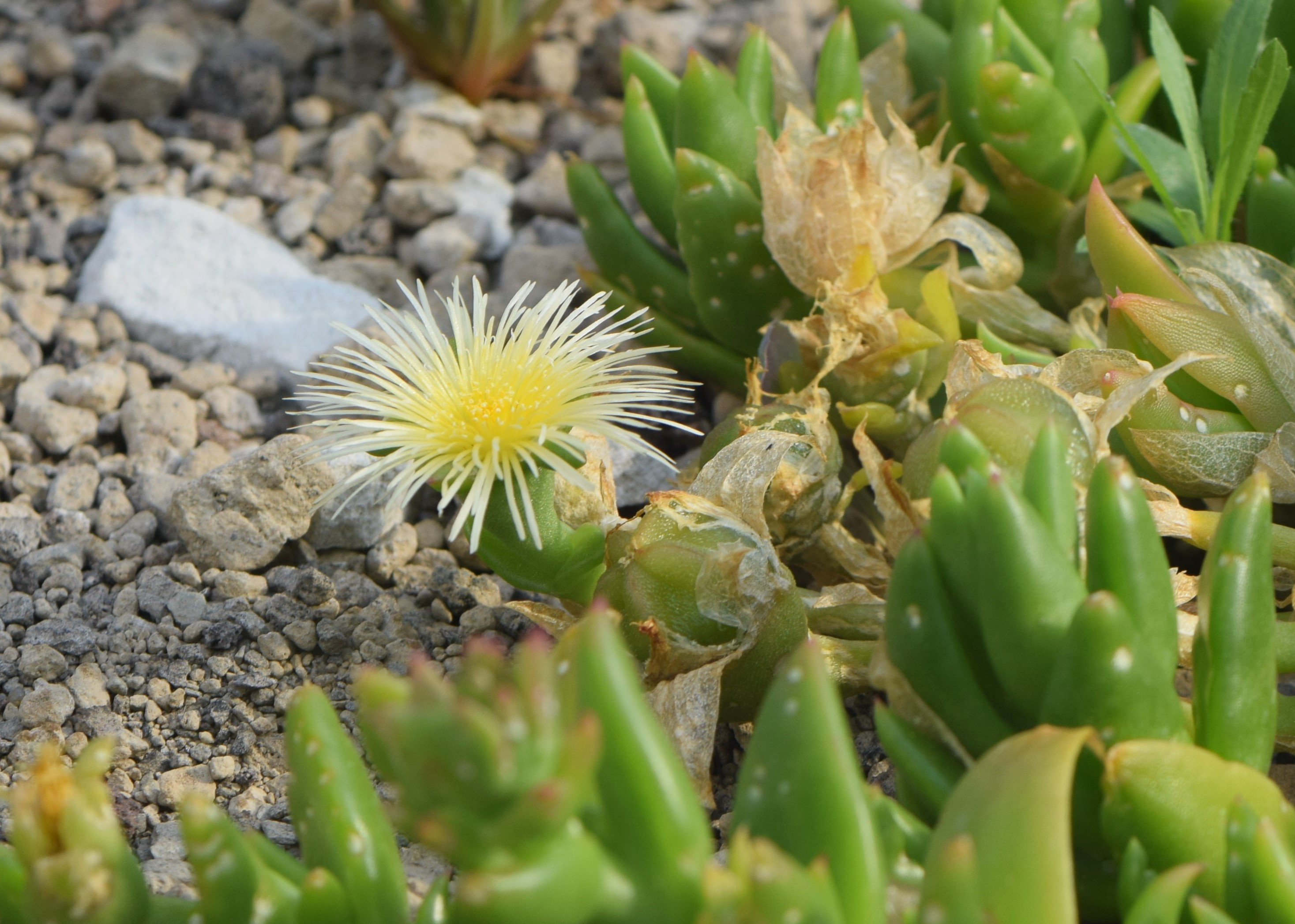

Sceletium tortuosum é uma planta suculenta comummente achada na África do sul, onde também é conhecida como Kanna, Channa, Kougoed - que literalmente significa "algo para mascar". A planta foi usada por pastoralistas e caçadores Sul africanos como uma substância "alteradora do humor" de tempos pré-históricos. A primeira escrita conhecida do uso desta planta foi em 1662 através de "van Riebeeck". O tradicional preparado de sceletium seco foi frequentemente mastigado  e tragado pela saliva, mas também foi feito em chás e tinturas. Também foi usado como um rapé e fumado.

## Efeitos
Sceletium é conhecido por elevar o humor e diminuir a ansiedade, estresse e a tensão. Ele também é usado como inibidor de apetite por pastores que caminham longas distâncias em regiões áridas. em doses intoxicantes pode causar euforia, inicialmente com estimulação e depois com sedação. A planta não é alucinógena, ao contrário de algumas literaturas no assunto, e nenhum efeito adverso foi documentado.

## Farmacologia
Sceletium tortuosum contém aproximadamente um total de 1-1.5% de alcaloides.  Possui em média 0.3% mesembrina nas folhas e 0.86% nos talos da planta.

## Interações
Pouco é conhecido sobre as interações da S. tortuosum, embora ela não deva ser misturada com SSRIs, IMAOs, medicamentos cardíacos ou psiquiátricos. São notadas cefaleias em seu uso em conjunto com o álcool. Alguns relatos sugerem sinergia quando utilizada com a cannabis.